# Mindelo (Cabo Verde)
Mindelo é uma cidade que se localiza na ilha de São Vicente, é sede do concelho homónimo e é a segunda maior cidade de Cabo Verde. Ocupa uma área total de 67 km² a noroeste da ilha, na Baía do Porto Grande, porto natural formado pela cratera submarina de um vulcão com cerca de 4 km de diâmetro. O Ilhéu dos Pássaros, com 82 metros de altitude e que hospeda um pequeno farol, sinaliza a outra extremidade da cratera.
Esta cidade é geminada com Mafra.

## Introdução
Na cidade de Mindelo encontra-se um desenvolvimento e uma prosperidade raros nas outras ilhas, sobretudo graças ao seu porto de águas profundas — o Porto Grande — que serve de escala transatlântica para navios de todas as nacionalidades.
Em Mindelo respira-se uma atmosfera muito própria e um ar cosmopolita trazido pelo Porto Grande. Esta atmosfera única é indissociável do calor humano e da hospitalidade das suas gentes. É a sua faceta de cidade amante do lado divertido da vida que lhe confere o rótulo de capital da diversão do país: bons restaurantes, frequentes animações com música ao vivo e, sobretudo, uma agradável convivência que a sua gente procura e cultiva. Ao clima ameno, pautado por uma temperatura suave, juntam-se o arranjo cuidado dos lugares públicos, o património histórico bem preservado e um movimento cultural permanente. É talvez esta multiplicação de manifestações de vivacidade que levam a considerá-la a cidade mais acolhedora e atraente do país. Há quem diga que aqui nasceu a morabeza e aqui continua a ser a sua sede.
Mindelo é o resultado de duas grandes influências, a colonial portuguesa e a britânica, denunciadas ao virar de cada esquina nos seus arruamentos e na arquitectura dos seus belos edifícios. Destacam-se o Palácio do Governador, a Câmara Municipal, a Pracinha da Igreja – o berço da cidade, a partir da qual foram construídas as primeiras casas e traçadas as primeiras ruas –, a Avenida Marginal – com a réplica da Torre de Belém de Lisboa –, o Fortim d'el-Rei – a construção mais antiga existente em Mindelo e com uma soberba vista panorâmica sobre a cidade e a baía, – a Alfândega Velha – hoje Centro Nacional de Artesanato, único local instituído como guardião dos riquíssimos testemunhos da arte cabo-verdiana.
A cidade tem uma vida nocturna fervilhante. O ponto de encontro para a ronda de bares e discotecas é na Praça Nova de onde se parte para descobrir a riqueza e diversidade da música cabo-verdiana com mornas, coladeras, funanás e kizombas. Um dos pontos altos da animação da cidade é o Carnaval de Mindelo que ocorre na mesma data do Carnaval brasileiro e europeu. Perto de Mindelo realiza-se anualmente o famoso Festival de Música da Baía das Gatas.
Mindelo tem escolas primárias e secundárias, jardins, bancos e uma vida nocturna que nada fica a dever as grandes capitais europeias.
Mindelo foi a Capital Lusófona da Cultura em 2003. O aeroporto localiza-se 7 km a sudoeste da cidade, perto de São Pedro.

## História
Vista à distância, a história de São Vicente e da sua cidade pouco mais parece que uma sucessão de desastres, se se exceptuar o facto de o porto carvoeiro, e tudo que a ele ficou associado em termos de grandeza e miséria, ter tido o poder de criar nos filhos de todas as ilhas que ali se juntaram uma grande consciência de identidade que as crises, e também as desatenções do poder, mais não fizeram do que aprofundar.

### O difícil arranque
A falta de recursos naturais e os períodos de seca prolongada adiaram, por séculos, a fixação de povoações permanentes na ilha de São Vicente.
Várias tentativas de povoar São Vicente foram levadas a cabo, com o propósito de aproveitar os campos de pasto para a criação de gado e, principalmente, as potencialidades naturais oferecidas pela baía do Porto Grande. Com efeito, desde sempre que o generoso abrigo oferecido por esta baía foi cobiçado por outros países e frequentemente usado à revelia das autoridades portuguesas que não dispunham de meios suficientes para cuidar de todas as suas possessões. Assim, não poucos piratas e corsários se serviram dele como porto de descanso e de espera para as suas investidas. Em 1624 foi ali que se reuniu a armada holandesa de vinte e quatro velas e 3.300 homens, sob o comando do almirante Jacob Willekens, cujo objectivo era a conquista da Baía de Todos os Santos, no Brasil.
Para evitar que o porto continuasse a ser usado por piratas, em 1781, foram dadas ordens expressas para o rápido povoamento de São Vicente. No entanto, só em 1795 chegariam os primeiros colonos: vinte casais e cinquenta escravos, levados do Fogo pelo recém-nomeado capitão-mor de São Vicente, João Carlos da Fonseca Rosado, homem abastado natural de Tavira. Uma dúzia de barracas e cabanas, erguidas no local onde hoje se localiza a Pracinha da Igreja, constituíam a Aldeia de Nossa Senhora da Luz.
Em 1819, não tendo São Vicente mais de 120 habitantes, o governador António Pusich, apercebendo-se das potencialidades do Porto Grande, leva para lá mais 56 famílias de Santo Antão. Sonhando com a criação de uma cidade, rebaptiza a povoação com o pomposo nome de Leopoldina, em homenagem à imperatriz Maria Leopoldina de Áustria, esposa de D. Pedro IV.
Em 1821 a ilha tinha 295 habitantes, no entanto, a seca extrema que a assolou nos anos subsequentes viria a reduzir a um ínfimo o número de habitantes da ilha. Apesar de todas as dificuldades, as autoridades mantinham-se resolutas a criar uma grande cidade na baía do Porto Grande. Com a ascensão dos liberais ao poder na metrópole, em Setembro de 1835 é nomeado governador Joaquim Pereira Marinho. No ano seguinte, o inglês John Lewis visita a ilha com o objectivo de avaliar as condições do porto para servir de escala aos navios da inglesa Companhia das Índias.
Apesar de contar com apenas 340 habitantes, Marinho defende acerrimamente a ideia de criar uma nova capital para Cabo Verde em torno do Porto Grande. Por decreto ministerial e portaria régia de 11 de Junho de 1838 é autorizada a mudança da capital da Praia para São Vicente.
Há, porém, atrasos a impedir a concretização desse acto político, nomeadamente uma grande resistência dos defensores da continuação da capital na Praia, de modo que a transferência acabará por nunca se concretizar, em parte também por arrefecimento do entusiasmo do próprio governador Marinho.
De todo o modo, em 1838 a companhia inglesa East India estabelecia em São Vicente o primeiro depósito de carvão, ao mesmo tempo que na metrópole o Marquês de Sá da Bandeira decretava que a povoação na baía do Porto Grande adoptasse o nome de Mindelo, em memória do desembarque do exército expedicionário de D. Pedro IV nas praias perto da localidade do Mindelo em Portugal. E para mostrar que, desta vez, não se ia ficar pelas intenções, de Lisboa seguem também os planos da futura urbe.

### O ciclo do carvão
A carvoeira East India teria uma presença efémera em Mindelo. Porém, em 1850 a Royal Mail Steam Packet inicia a instalação de depósitos de carvão para abastecimento da navegação que ali passa com destino ao Atlântico Sul. Por causa disso, logo se torna necessário dotar a ilha de alfândega própria, e em Março de 1852 o Governo desanexa São Vicente de Santo Antão, constituindo um concelho independente, tanto mais que no ano seguinte a companhia inglesa Visgent Miller instala novo depósito de carvão de pedra. Patent Fuel, Thomas & Miller e MacLoud & Martin são outras empresas carvoeiras em actividade.
Desde Julho de 1851 que ficaram isentos de pagamento de direitos os diversos materiais para edificação de prédios urbanos que ali dessem entrada para esse efeito. Para proteger militarmente Mindelo e o Porto Grande, constrói-se em 1852 o Fortim d'el-Rei, dotado de guarnição militar e sete bocas-de-fogo. Por portaria de 10 de Março de 1857, é abolida a escravatura em São Vicente e, no ano seguinte, em São Nicolau e Santo Antão. No ano seguinte, Mindelo já possuía quatro ruas, quatro travessas, dois largos e 170 habitações, e a sua população estava calculada em 1400 habitantes, sendo elevada à categoria de vila.
Tudo parecia estar a caminhar pelo melhor, com Mindelo aberto ao mundo e ao progresso, quando subitamente, em 1861, a ilha é atingida por um surto de febre amarela que a flagela com tanta violência ao ponto de, por falta de mão-de-obra, praticamente cessar o abastecimento de carvão aos vapores que demandavam o Porto Grande. Crê-se que a febre amarela tenha reduzido a população de Mindelo a metade.
Passada que foi essa crise terrível, Mindelo vai lentamente regressando ao seu anterior ritmo de crescimento e pouco tempo depois, com a ajuda da emigração das ilhas vizinhas, voltava a atingir os seus 1400 habitantes. Em 1862 já se construíra o edifício da alfândega, diversos outros estavam em construção e a vila já tinha uma bonita igreja com a invocação de Nossa Senhora da Luz. Outros progressos iam também acontecendo: a 18 de Março de 1874 seria amarrado na praia da Matiota o primeiro cabo submarino do telégrafo ligando a ilha à Europa e ao Brasil e, com a instalação no Porto Grande dos depósitos da Cory Brothers & C.ª em 1875, Mindelo passa a ser considerado o maior porto carvoeiro no Atlântico médio.
Em 1884 a India Rubber Gutta Percha estende um cabo submarino até à cidade da Praia e, pouco depois, até à África Ocidental e Austral e aos Estados Unidos. Mindelo manteve, assim, uma grande importância nas comunicações telegráficas do Império Britânico. Mais de cem cidadãos britânicos e muitos mais cabo-verdianos trabalhavam na empresa do telégrafo. Com apenas com 9% da população do arquipélago, Mindelo contribuía com um quatro de todos os impostos da colónia.

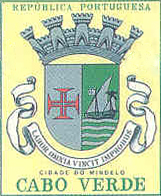
Antigo brasão da cidade de Mindelo

Nessa época, Mindelo já era uma vila requintada, iluminada por 100 candeeiros de petróleo, e dotada não só de belos edifícios públicos – igreja, palacete do governo, paços do concelho, quartel, alfândega com seu cais, ponte de madeira e caminho-de-ferro, para além de um mercado em construção – mas também de algumas casas particulares onde não faltava o conforto. Já em Janeiro de 1873 o Conselho da Província tinha estabelecido a obrigatoriedade de os habitantes de Mindelo plantarem uma árvore por cada três metros quadrados de terreno de quintal. Assim, em 1879, época em que já tinha 27 ruas, 1 praça – a célebre Praça D. Luís, iluminada por um bonito candelabro –, 5 largos, 11 travessas, 1 beco e 2 pátios, quase todos calcetados, arborizados e iluminados por um total de 120 candeeiros de petróleo e uma população de 3300 habitantes, foi formalmente elevada à dignidade de cidade.
A nível do comércio e dos serviços a cidade estava provida de 1 armazém de venda por grosso da Casa Millers que fornecia não só aos negociantes da terra como também a muitos das ilhas; 3 lojas de fazendas, mercadorias e bebidas, com venda por atacado e a retalho; 11 lojas de fazenda de primeira ordem com venda a retalho; 15 lojas de fazenda de segunda ordem; 108 tabernas; 7 padarias; 2 talhos; 5 casas de comida; 3 hotéis com casa de pasto e 2 botequins com bilhares. O grande problema de São Vicente era realmente a água, na maior parte importada do Tarrafal de Santo Antão, ou feita através de poços, sendo 13 públicos e 22 particulares.
Mas não só em infra-estruturas crescia a cidade. A instrução era também objeto de atenção e funcionavam escolas de instrução primária para o sexo masculino e para o sexo feminino, para além de ensino particular de francês, inglês e escrituração comercial, tendo mesmo os alunos da escola municipal formado uma filarmónica de música marcial. A 10 de Junho de 1880, dia do tricentenário da morte do épico Camões, inaugurou-se a escola de seu nome e também a biblioteca pública com mais de mil volumes, todos adquiridos através de donativos dos munícipes. Nessa data de 1880 foi também lançada a primeira pedra para a construção do hospital da ilha.
Em 1886 chegavam, finalmente, canalizadas até à cidade as águas do Madeiral e do Madeiralzinho, concessão que, cinco anos mais tarde, dá origem à Empresa das Águas da Cidade de Mindelo, com um grande depósito no largo do Madeiral com seis bicas onde se ia abastecer o povo. Para a aguada dos navios, constrói-se uma ponte, paralela à ponte-cais da alfândega, onde atracam as embarcações.
A actividade do Porto Grande viria a alcançar seu ponto mais alto em 1889, ano em que se registrou a entrada de 1.927 navios mercantis de longo curso.
Em 1899 a Revista de Cabo Verde fala na criação de um liceu em São Vicente e, no ano seguinte, os habitantes dirigem um pedido ao ministro da Marinha e do Ultramar para que seja estabelecida na ilha uma escola de instrução secundária e uma outra para o estudo das línguas estrangeiras.

### O preço do progresso
Há tendência para ver o período compreendido entre 1850 e 1900, ou até um pouco mais tarde, como uma época áurea e de abundância generalizada na cidade de Mindelo. Porém, a realidade desmente esse mito.
Durante os cerca de 50 anos em que Mindelo vive uma aparência de bem-estar, a população trabalhadora é sujeita a empregos violentos e precários, baixos salários e uma ausência completa de protecção social. Vivendo em habitações que mais não são do que acanhados cubículos infectos e sem o mínimo de condições higiénicas, porque as infra-estruturas de saneamento básico da cidade eram praticamente inexistentes, com os dejectos a serem transportados em latas todos os dias cerca das 9 horas da noite e despejados nas latrinas junto à praia da cidade.
Na verdade, mesmo os viajantes da época que demandavam a cidade confirmam que a população que vivia em torno do cais tinha uma vida modesta, se não mesmo miserável, pelo que são compreensíveis os expedientes de sobrevivência a que recorriam. Os navios que chegavam eram rapidamente rodeados por pequenos botes conduzidos por um magote de remadores que tentavam sobreviver vendendo frutas, doces e curiosidades da terra. Fugindo dos guardas da Alfândega subiam para o convés dos navios, não só para tentar vender os seus produtos como também para comprar cigarros, tabacos e bebidas alcoólicas para serem revendidos em terra.
Mas essa existência miserável não era exclusiva do cais, estendia-se também à cidade que, por sinal, nunca viria a gozar de boa fama nas demais ilhas do arquipélago que a consideravam uma terra de perdição.
O carregamento do carvão, impondo aos trabalhadores a respiração quotidiana de poeiras, revela-se um foco poderoso de tuberculização da classe operária. Por sua vez as promíscuas condições de habitação encarregam-se de expandir a doença pelos bairros pobres da cidade.
Acresce que, como em todas as cidades com elevado movimento de navios nos portos, mas particularmente nesta que sobrevive exclusivamente a partir dele, Mindelo é uma cidade onde a prostituição atinge índices elevados e com ela as doenças venéreas. E a mais grave de todas, a na época mortífera sífilis, acaba por entrar e propagar-se por todo o arquipélago devido às ligações constantes que Mindelo tem com as restantes ilhas.

### A decadência do Porto Grande
A partir dos finais dos anos oitenta do século XIX o Porto Grande começa progressivamente a ser confrontado com um abrandamento da procura externa. Certamente agravado pelas divergências entre Portugal e o Reino Unido no que concerne à partilha da África, mas também muito por causa dos elevados impostos cobrados pelo Governo, deixando Mindelo sem condições para competir com portos rivais como Las Palmas ou Dakar.
Em Abril de 1891 a Câmara Municipal comunica ao Governo que dois mil trabalhadores acabam de ser despedidos pelas companhias carvoeiras, e que a fome começava a ameaçar a cidade. A situação melhora com a retoma de algum movimento de barcos entrados no porto e consequente o emprego, ainda que só para uma parte dos trabalhadores. Porém, a partir dos primeiros anos do século XX, o desemprego passa a ser uma constante no seio de uma classe trabalhadora depauperada, e com ele o espectro da fome e de verdadeiros dramas sociais, como põem a nu romances como Chiquinho de Baltasar Lopes ou Galo Cantou na Baía de Manuel Lopes.
A partir de 1900, com a substituição do carvão por óleo refinado do petróleo como combustível, o importante porto perde grande parte da sua importância estratégica.
Em 1910 dá-se a implantação da República em Portugal, aliás vivamente saudada em Mindelo, porém, são associações de beneméritos do mundo, como por exemplo a associação Amor e Caridade, de Santos, Brasil, que se encarregam de ajudar os famintos trazendo navios carregados de mantimentos vários.
Dois anos depois da implantação da República a situação encontrava-se particularmente agravada. Cerca de 4000 trabalhadores do carvão ocuparam o edifício municipal e a praça da República, exigindo que fossem tomadas providências para minimizar a crise alimentícia que ameaçava a população, por falta de chuva e da insuficiência de trabalho no Porto Grande.
Em 1917, em sessão extraordinária, a Câmara decide dar uma refeição diária aos indivíduos mais necessitados. Mas, em vez de melhorar, a situação em São Vicente tende a agravar-se. Isso porque, apertados pela crise, são muitos os das outras ilhas que para ali se deslocam.
Embora com grande irregularidade, o início dos anos de 1920 conhece algum movimento no porto e em Abril de 1922 a cidade ainda recebeu efusivamente os aviadores Gago Coutinho e Sacadura Cabral, que, a bordo de um hidroavião, faziam a primeira travessia aérea do Atlântico Sul e tinham escolhido a baía do Porto Grande para fazerem uma amaragem.
Porém, em breve a cidade regressa à tragédia que a consome, com o mal do desemprego conduzindo ao mais desenfreado alcoolismo. De tal forma que em 1924, a pedido de numerosas pessoas de Mindelo, o governador decretou a proibição da entrada de toda e qualquer aguardente em São Vicente, a fim de impedir a destruição completa da população já depauperada pela falta de mantimentos.

### As secas e as fomes
Os anos 1930 foram particularmente duros para Mindelo. O movimento de navios declinou, acompanhando a Grande Depressão das economias ocidentais. Repetidamente a Câmara Municipal foi enviando pedidos ao governador e à metrópole para que fossem feitos investimentos de vulto no Porto Grande que o voltassem a tornar competitivo. Porém, nada de substancial resultou dessas diligências e o movimento do Porto Grande ficou quase paralisado.
Terá sido a surdez do governo central a esse drama que conduziu o povo a reclamar justiça no dia 7 de Junho de 1934 saindo pelas ruas da cidade, gritando a sua fome e saqueando as lojas e armazéns do Estado e dos comerciantes. Feito, sem dúvida, memorável pois que, na dolorosa história das ilhas de Cabo Verde, não há nenhum outro exemplo do povo cabo-verdiano em confronto aberto com o poder, a exigir o seu direito a uma existência digna.
As secas de 1941-42 e 1946-48 e as fomes que se lhe sucederam foram trágicas, provocando milhares de mortos e forçando muitos mais à emigração (alguns números falam de uma redução da população na ordem dos 30%). As mornas relatam aqueles tempos difíceis em que multidões exauridas pela fome acotovelavam-se nos porões dos navios rumo a uma oportunidade de sobrevivência nas roças de São Tomé. Metade dos que foram para São Tomé eram trabalhadores forçados e apenas uma minoria conseguiu regressar.
Apesar de todas as dificuldades vividas em Mindelo, a vida nas outras ilhas não se apresentava mais fácil, antes pelo contrário. Devido ao mito criado pelo Porto Grande como fonte inesgotável de emprego ou, à falta dele, de navios que os podiam transportar para outras terras, Mindelo foi sempre recebendo populações provenientes de todas as ilhas do arquipélago. O facto de aqui se localizar o único liceu do Barlavento, fez com que aqui se concentrassem muitos dos intelectuais do arquipélago, contribuindo grandemente para o desenvolvimento da consciência nacional cabo-verdiana. Obreiros da independência nacional, incluindo Amílcar Cabral e o atual Presidente da República Pedro Pires estudaram no Liceu Nacional Infante D. Henrique (atual Escola Jorge Barbosa).

### O regresso da esperança
As condições de vida apenas melhoraram de forma significativa a partir de 1968 com uma maior atenção da metrópole e com as remessas que os emigrantes cabo-verdianos na Europa e nos Estados Unidos enviavam para as suas famílias.
A Revolução dos Cravos em Portugal abriu as portas à descolonização. Ao contrário do que ocorreu noutros territórios de África, Cabo Verde não perdeu quadros com a descolonização. Antes pelo contrário. Muitos engenheiros, professores e técnicos cabo-verdianos regressaram à sua pátria vindos de diversas ex-colónias portuguesas. Regressaram também vários dirigentes do PAIGC com preparação política que tinham lutado, com Amílcar Cabral, contra o colonialismo nas matas da Guiné-Bissau.

Brasão de Mindelo após a independência

Com a independência a cidade ganhou ainda mais protagonismo. Pelo seu porto passam agora grande parte das importações e exportações do jovem país. A cidade continuou a expandir-se atraindo habitantes de outras ilhas, especialmente de Santo Antão e de São Nicolau que, por tradição, erguem as suas residências nas colinas sobranceiras a Mindelo, dilatando mais e mais os limites da cidade. Em consequência, a população não tem parado de subir. Dos 63 mil apurados no censo de 2000, antevia-se uma subida para os 70.207 em 2005 e para os 78.600 em 2010, altura em que 96% dos habitantes da ilha de São Vicente se concentrarão na cidade de Mindelo.
Atualmente, o comércio, os serviços prestados a navegação marítima, a reparação de navios e o abastecimento de combustível continuam a constituir as bases do desenvolvimento económico de São Vicente. O Porto Grande, atualmente remodelado, vem devolver ao arquipélago a sua importância nas rotas marítimas através do Atlântico, facilitando o transporte de cargas através do Oceano, permitindo uma dinâmica articulação com o exterior, favorecendo, deste modo, o desenvolvimento da indústria ligeira na ilha.
Com 30 anos passados deste a independência, Mindelo e a ilha de São Vicente vivem numa democracia estável e ordeira, a economia tem-se expandindo a um ritmo constante, o sistema judicial funciona, a escolaridade universaliza-se, o nível de vida sobe gradualmente, colocando o país nos patamares mais elevados no que diz respeito ao Índice de Desenvolvimento Humano de todo o continente africano. Perante isso, os mindelenses só podem olhar para o futuro com optimismo e confiança.
- Foto de Lajinha em 1938 de João Cleofas Martins

## Demografia
De acordo com dados de 2010, a cidade de Mindelo tinha uma população de 70.468 habitantes (mindelenses).
| População da cidade de Mindelo (Cabo Verde) (1990–2010) | População da cidade de Mindelo (Cabo Verde) (1990–2010) | População da cidade de Mindelo (Cabo Verde) (1990–2010) |
| ------------------------------------------------------- | ------------------------------------------------------- | ------------------------------------------------------- |
| 1990                                                    | 2000                                                    | 2010                                                    |
| 47109                                                   | 62497                                                   | 70468                                                   |

## Economia
Localizada numa ilha escassa em chuvas e em recursos naturais, Mindelo sempre teve de confiar no comércio e nos serviços como garantes do seu desenvolvimento económico.

### Porto Grande
O Porto Grande funciona como centro de distribuição de carga para as outras ilhas. Até finais de 1997, o porto dispunha de 1.750 m de cais acostável, sendo 340 metros consagrados ao cais para pesca, e tem uma profundidade máxima de 11,5 metros. Após a conclusão do "Projecto de Modernização do Porto Grande" em Dezembro de 1997, o porto passou a dispor de maior extensão de cais acostável, com uma área de 45.000 m², conquistados ao mar, para recolha de contentores, um terminal de passageiros e outras modernas instalações de apoio. Existem ainda cinco armazéns portuários e instalações frigoríficas.
Porto Grande, 1948

### Estaleiros navais
Existe em Mindelo um moderno e bem equipado estaleiro de reparação naval – Cabnave – que presta todo o tipo de serviços de reparação naval aos navios nacionais e estrangeiros. O estaleiro está equipado com um sistema de elevação transversal slipway; seis parques para barcos até 110 x 18 m e 2800 toneladas de deslocamento; 145 m de cais disponíveis; oficinas de mecânica, caldeira, electricidade, tubos e carpintaria; tratamentos de superfície.

### Investimento estrangeiro
As potencialidades de Mindelo residem essencialmente na oferta de mão-de-obra, sobretudo jovem e dinâmica, e nos incentivos oferecidos pelo Estado nos processos de implantação de novas unidades industriais, como sejam a cedência de terrenos, a concessão de licenças, os incentivos fiscais, entre outros.
Nos últimos anos, com a abertura da economia ao investimento externo o sector das pescas tem merecido a atenção. São disso exemplo os casos de implantação local de algumas unidades de transformação e conservação do pescado da Fishpakers e da Frescomar. A pesca é um sector que oferece muitas potencialidades de crescimento, considerando a riqueza do mar de Cabo Verde e o facto de estar ainda relativamente inexplorado, em resultado da utilização ainda de técnicas artesanais.

### Água e energia
Sendo São Vicente uma ilha extremamente pobre em matéria de recursos hídricos, não é de estranhar que o processo de dessalinização da água do mar assuma aqui capital importância. No entanto, a central de dessalinização de Mindelo, com uma produção média de 2900 m³/dia, não vai além de uma taxa de cobertura da ilha de 65%. O serviço de abastecimento de água e energia é assegurado pela empresa privada Electra.

### Turismo
Nos últimos anos, o turismo tem sido eleito como um dos vectores fundamentais para o desenvolvimento da economia de Cabo Verde, dadas as enormes potencialidades que o país oferece e que, em grande parte, estão ainda por explorar. A cidade de Mindelo está dotada das seguintes infra-estruturas hoteleiras:
- Aparthotel Avenida
- Restaurante Avenida
- Don Paco Hotel
- Hotel Porto Grande
- Mindel Hotel
- Casa Café Mindelo
- Residencial Chez Loutcha
- Residencial Novo Horizonte
- Residencial Sodade
- Residencial Chave d'Ouro
- Residencial Maravilha
- 36 restaurantes
- 12 agências de viagens e turismo
- Hotel Foya Branca

### Banca e seguros
Operam em Mindelo os seguintes bancos e seguradoras:
- Banco Comercial do Atlântico
- Banco Cabo-Verdiano de Negócios, ex-Banco Totta de Cabo Verde, adquirido por capital 100% cabo-verdiano
- Banco Inter-Atlântico, do grupo Caixa Geral de Depósitos
- Caixa Económica de Cabo Verde
- Garantia – Companhia de Seguros de Cabo Verde
- Impar – Sociedade Cabo-Verdiana de Seguros

### Crescimento urbano
A população de Mindelo duplicou entre 1960 e 1980, e voltou a duplicar em 2005, persistindo numa taxa de crescimento de 2,9 % ao ano.
Este enorme crescimento populacional foi acompanhado de uma idêntica expansão do território urbanizado. A cidade tem a forma de uma meia-lua, rodeando a Baía do Porto Grande, sendo delimitada pelas colinas despidas de vegetação que a cercam.
O centro colonial está rodeado de zonas residenciais relativamente ricas e com muito pouca pobreza aparente. Nas décadas mais recentes, as áreas de Che Guevara e Fonte do Meio, mais a norte, têm também sido preenchidas com moradias amplas e, muitas vezes, mesmo luxuosas. O Monte e o Alto de São Nicolau são também zonas abastadas, onde se fixaram muitos emigrantes regressados. A Chã do Monte do Sossego consiste quase exclusivamente de blocos de apartamentos. Muitos funcionários públicos e jovens famílias vivem nestes bairros.
Fora desta cintura relativamente homogénea e próspera, encontram-se as zonas de urbanização mais ou menos caótica. Especialmente nos bairros mais distantes e de desenvolvimento mais recente – como Espia, Ribeirinha ou Lombo de Tanque –, onde é possível encontrar modestas casas de tijolo, ao lado de villas extravagantes (normalmente casas de emigrantes), paredes-meias com habitações extremamente precárias de tipo abarracado.
Tipicamente, quanto mais afastados estivermos do centro, da beira-mar e das estradas principais mais zonas pobres iremos encontrar, por exemplo: Alto Solarine, Fonte Filipe, Bela Vista e o Monte do Sossego. O facto de as áreas mais pobres não serem visíveis a partir do centro nem das principais ruas e avenidas da cidade, mantém uma ilusão de prosperidade generalizada que, infelizmente, não reflecte com rigor a situação real.

## Divisão administrativa
A cidade de Mindelo corresponde estatisticamente à zona do mesmo nome. Pertence à freguesia de Nossa Senhora da Luz e ao concelho de São Vicente. A zona é dividida nos seguintes lugares:
1. Chã de Alecrim
2. Matiota / Cais Acostável
3. Alto Miramar / Alto Santo António
4. Zona Militar
5. Torrada
6. Alto São Nicolau
7. Alto Solarino / Fonte Cónego / Forca
8. Chã de Monte Sossego
9. Lazareto
10. Morro Branco
11. Bela Vista / Pedreira
12. Campinho
13. Centro Cidade / Morada
14. Chã de Cemitério
15. Cruz João Évora
16. Dji D'Sal
17. Fonte Inês / Espia
18. Fernando Pó / Horta Seca
19. Fonte Cónego
20. Fonte Filipe
21. Fonte Francês
22. Monte / Craca
23. Monte Sossego
24. Madeiralzinho
25. Pedra Rolada
26. Ribeira Bote
27. Ribeira da Craquinha
28. Ribeira de Julião
29. Ribeirinha
30. Vila Nova / Lombo Tanque
31. Fortinho
32. Chã de Marinha

## Cultura

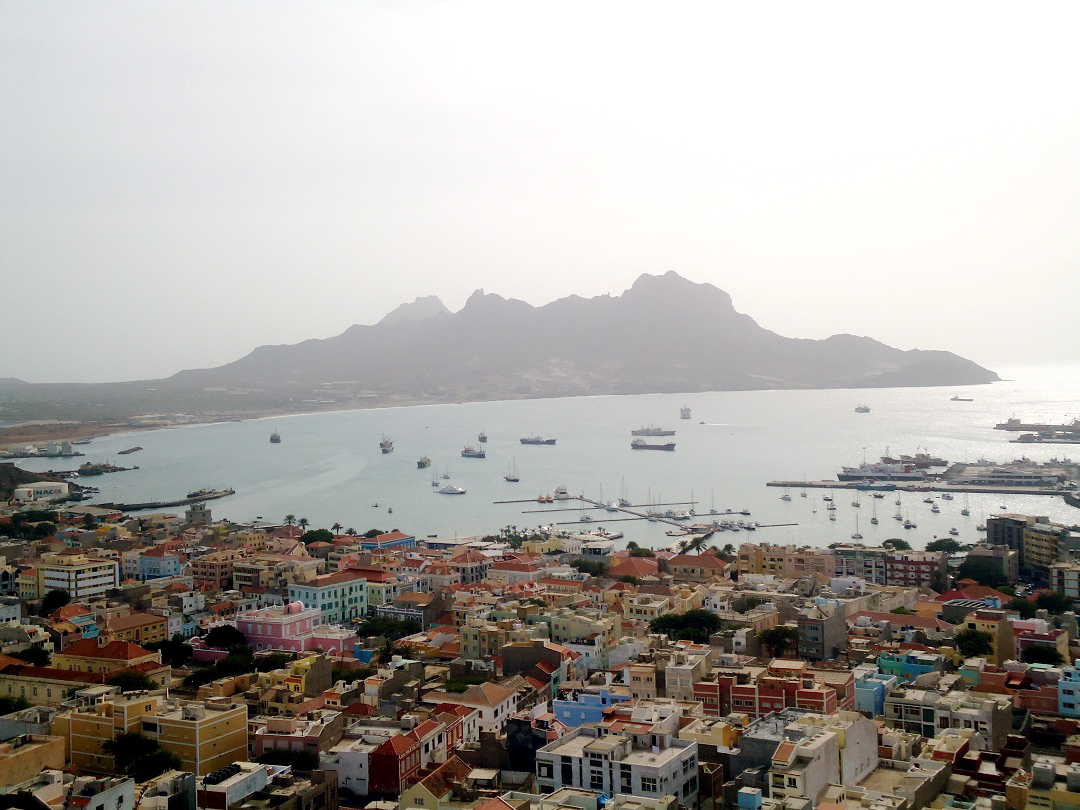
Vista parcial do Mindelo e da baía do Porto Grande com o Monte Cara ao fundo

Encruzilhada obrigatória de barcos de todas as nacionalidades, a cidade de Mindelo tornou-se um ponto de encontro de marinheiros de todas as culturas, nos numerosos locais de lazer e de prazer que proliferavam na cidade. Ao longo dos tempos, Mindelo foi-se tornando um centro cultural importante onde o desenvolvimento artístico, nomeadamente a música, a intelectualidade e o desporto acompanham – à sua escala – os grandes centros culturais do •mundo.
Pelo Liceu de Mindelo passaram várias gerações de escritores e pensadores cabo-verdianos, o que constitui motivo de orgulho dos mindelenses. A assembleia-geral da União das Cidades Capitais de Língua Portuguesa – UCCLA elegeu Mindelo "Capital Lusófona da Cultura" em 2002/2003, sendo palco de diversos eventos, do teatro ao bailado, da pintura à música.

## Educação
- Universidade Lusófona de Cabo Verde - Pólo do Mindelo
- Universidade de Cabo Verde
- Instituto Universitário de Arte, Tecnologia e Cultura
- Universidade do Mindelo
- Instituto Superior de Ciências Económicas e Empresariais

## Locais de interesse
- Centro Nacional de Artesanato - mostra, com sua exposição permanente de objetos, a elevada capacitação dos artesãos cabo-verdianos, com destaque para obras na pintura, na cerâmica, na cestaria e nos tecidos em batique e trabalhos em madeira.
- Fortim d'El-Rei - antiga fortificação para defesa do Porto Grande e da cidade.
- Palácio do Povo (Palácio do Governador) - construção de dois andares, muito bem conservada, no estilo colonial.
- Paços do Concelho ou Câmara Municipal -  alberga a câmara municipal do concelho que inclui toda a ilha.
- Museu de CV Telecom
- Farol do Ilhéu dos Pássaros - localiza-se na Ilhéu dos Pãssaros

## Pessoas
- Cesária Évora,
- Sérgio Frusoni (10 de Agosto de 1901), poeta cabo-verdiano
- Jorge Carlos Fonseca poeta, jurista e Presidente de Cabo Verde
- João Cleofas Martins (27 de Agosto de 1901), fotógrafo e humorista cabo-verdiano
- João Vário (1937-2007), principal pseudónimo de João Manuel Varela, escritor, neurocirurgião, cientista e professor
- Ovídio Martins (28 de Agosto de 1928), poeta cabo-verdiano
- Onesimo Silveira( 1935)